# Libeccio (1934)
«Лібеччо» (італ. Libeccio) — військовий корабель, ескадрений міноносець типу «Маестрале» Королівських ВМС Італії за часів Другої світової війни.

## Історія створення
Ескадрений міноносець «Лібеччо» був закладений 29 вересня 1931 року на верфі «Cantiere navale di Riva Trigoso» в Ріва-Трігозо. Спущений на воду 4 липня 1934 року, вступив у стрій 23 листопада 1934 року.

## Історія служби

### Довоєнна служба
Ескадрений міноносець «Лібеччо» у 1936—1938 роках брав участь в громадянській війні в Іспанії], а в 1939 році — в окупації Албанії.
У 1939 році «Грекале» у складі 1-ї дивізії крейсерів здійснив візит в Іспанію та Португалію..

### Друга світова війна
Після вступу Італії у Другу світову війну «Грекале» разом з однотипними кораблями був включений до складу 10-ї ескадри есмінців. У 1940 році він діяв у Центральному Середземномор'ї, беручи участь у супроводі конвоїв та бойових кораблів.
11 листопада 1940 року, під час нападу на Таранто, біля «Лібеччо» вибухнула бомба, яка пошкодила корабель. Ремонт тривав до початку грудня.

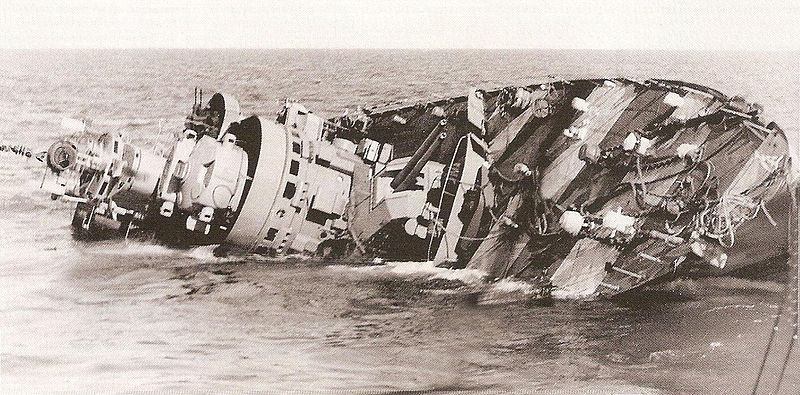
«Лібеччо» тоне

14 квітня 1941 року «Лібеччо» супроводжував пароплав «Есперія» з Неаполя в Палермо. «Есперія» протаранив «Лібеччо» в кормову частину, внаслідок чого есмінець дістав значні пошкодження, прийнявши 300 т води і втративши хід.
«Лібеччо» був відбуксирований в Неаполь, а потім в Геную для ремонту, який тривав до кінця серпня.
8 листопада 1941 року «Лібеччо» входив до складу ескорту конвою «Дуїсбург». Під час нічного бою з британськими крейсерами есмінець не зазнав пошкоджень. Але вранці наступного дня під час проведення рятувальної операції на місці загибелі італійських кораблів «Лібеччо» був торпедований підводним човном «Апхолдер».
Важко пошкоджений корабель взяв на буксир есмінець «Еуро», але об 11:18 «Лібеччо» затонув в Іонічному морі у точці з координатами 36°50′ пн. ш. 18°10′ сх. д. / 36.833° пн. ш. 18.167° сх. д..